# Флёров, Василий Сергеевич
Васи́лий Серге́евич Флёров (1922—1991) — советский историк, доктор исторических наук, профессор, заведующий кафедрой отечественной истории Ярославского государственного университета (1972—1991).

## Биография
Родился в городе Барнауле Алтайской губернии. После окончания средней школы поступил на исторический факультет Томского государственного университета.
Участник Великой Отечественной войны.
В 1950 г. защитил кандидатскую диссертацию на тему «Строительство Советской власти на Дальнем Востоке (ноябрь 1922—август 1923 гг.)»
В 1953—1972 гг. возглавлял кафедру истории КПСС Томского государственного университета. В 1966 г. защитил докторскую диссертацию на тему «Борьба Дальневосточной партийной организации за упрочение союза рабочего класса и крестьянства в период восстановления народного хозяйства».
В 1966 году был удостоен звания профессора. Принимал участие в подготовке и издании многотомной «Истории Сибири», удостоенной Государственной премии СССР.
В 1972 г. был приглашен в ЯрГУ на должность заведующего кафедрой истории СССР. Под его руководством было защищено более 40 кандидатских диссертаций. Был ответственным редактором ряда сериальных сборников по истории революционного движения, Опубликовал более 240 научных работ. Умер и похоронен в Ярославле.